# Rio de Loures
O rio de Loures ou rio de Lousa na parte inicial do seu curso, é um pequeno curso de água português do concelho de Loures que nasce a norte da freguesia de Lousa e desagua em Unhos na margem direita do Trancão, sendo o seu mais importante afluente.